# Bonia
Bonia es un género de bambúes perteneciente a la familia de las poáceas. Comprende seis especies descritas y de estas, solo cinco aceptadas.

## Taxonomía
El género fue descrito por Benedict Balansa y publicado en Journal de Botanique (Morot) 4: 29. 1890. La especie tipo es: Bonia tonkinensis Balansa

## Especies
A continuación se brinda un listado de las especies del género Bonia aceptadas hasta enero de 2013, ordenadas alfabéticamente. Para cada una se indica el nombre binomial seguido del autor, abreviado según las convenciones y usos. 
- Bonia amplexicaulis (L.C.Chia, H.L.Fung & Y.L.Yang) N.H.Xia
- Bonia levigata (L.C.Chia, H.L.Fung & Y.L.Yang) N.H.Xia
- Bonia parvifloscula (W.T.Lin) N.H.Xia
- Bonia saxatilis (L.C.Chia, H.L.Fung & Y.L.Yang) N.H.Xia
- Bonia tonkinensis Balansa